# Thomisus zhui
Thomisus zhui là một loài nhện trong họ Thomisidae.
Loài này thuộc chi Thomisus. Thomisus zhui được Guo Tang & Da-xiang Song miêu tả năm 1988.